# Gunib, Daghestan
Gunib (în rusă Гуниб) este un sat din Daghestan, Rusia. Este capitala raionului Gunib.